# 브뤼노 라투르
브뤼노 라투르(Bruno Latour, 1947년 6월 22일~2022년 10월 8일)는 프랑스의 인류학자, 사회학자, 철학자, 과학기술학 연구자이다.
1982년부터 2006년까지 파리국립광업학교의 혁신사회학센터에 있었고, 2006년부터 2017년까지는 파리 정치 대학(Science Po)의 교수로 일했다. 현재 파리 정치 대학의 명예교수이며, 2018년 1월부터는 독일 카를스루에에 위치한 조형예술대학(HfG)과 예술미디어센터(ZKM)에 함께 소속되어 있다. 라투르는 과학기술학 분야의 개척자들 중 한 사람으로 미셸 칼롱(Michel Callon) 그리고 존 로(John Law) 등과 함께 행위자-연결망 이론(ANT, Actor-Network Theory)의 발전에 기여했다. 또한 그는 스스로 비근대주의(non-modernism)라고 부르는, 과학기술학 분야에서의 연구에 기반을 두는 독특한 철학적 입장으로 대변되는 사상가이기도 하다. 라투르의 입장은 알프레드 노스 화이트헤드, 가브리엘 타르드, 질 들뢰즈, 미셸 세르, 그리고 이자벨 스텡거스 등의 현대 사상가들로부터 영향을 받은 것으로 알려져 있다.

## 연구

### 과학적 사실의 구성과 행위자-연결망 이론
과학기술학자로서 그의 첫 단행본 저작인 『실험실 생활』(Laboratory Life: The Construction of Scientific Facts)에서 라투르는 실험실에서 연구를 수행하는 오늘날의 과학자들을 대상으로 인류학에서의 민족지 방법론을 적용하여 과학적 사실이 어떤 방식으로 생산되는지에 대해 이야기한다. 이 책에서 라투르와 공저자 스티브 울가(Steve Woolgar)는 기입(inscription)이라는 개념을 도입하여 실험실에서 과학적 사실이 생산되는 과정을 묘사한다. "새기다", "각인하다"와 비슷한 의미를 갖는 이 "기입"의 과정은, 예를 들어 쥐와 같은 실험 동물로부터 추출된 샘플이 복잡한 장치들을 동원하는 복잡한 절차를 거쳐 마침내 하나의 곡선(curve), 다이어그램(diagram) 혹은 표(table of figures)가 되어 논문의 한 페이지에 안착하는 과정을 의미한다.
라투르와 울가는 1979년에 출간된 초판본에서 사회구성주의의 입장을 옹호했으나, 1986년에 이 책의 개정판을 출판하면서 사회구성주의와 선을 긋고 독자적인 입장을 발전시킨다. 이는 애초의 부제였던 "과학적 사실의 사회적 구성(The Social Construction of Scientific Facts)"이 개정판에서 "과학적 사실의 구성(The Construction of Scientific Facts)"으로 바뀐 이유이기도 하다. 사회구성주의와 구별되는 라투르의 새로운 입장은 이후의 저작들에서 보다 구체적인 형태로 제시된다. 1987년에 출간한 『젊은 과학의 전선』(Science in Action: How to Follow Scientists and Engineers through Society)에서 라투르는 과학의 내용이 자연에 의해 결정된다는 과학적 실재론의 입장과 그 내용이 사회적 요인에 의해 결정된다는 사회구성주의자들의 입장이 겉보기에는 대립되지만 실은 같은 실수를 저지른 결과라고 비판한다. 라투르는 실재론자들과 사회구성주의자들은 모두 원인과 결과를 혼동하고 있다고 주장한다. 실재론자들은 자연이 '원인'이고 과학의 내용이 그 '결과'라고 말한다. 반면 사회구성주의자들은 사회적 요인들이 '원인'에 해당하고 과학과 자연은 그 '결과'로 산출될 뿐이라고 말한다. 하지만 자연이 어떤 모습인지, 또 사회가 어떤 모습인지는 논쟁의 '결과'이지 '원인'이 아니라는 게 라투르의 주장의 핵심이다. 모든 논쟁은 이질적인 행위자(actor)들이 서로의 이해관계를 교섭하고 협상하면서 하나의 연결망(network)을 만들어나가는 과정이다.
이 과정에서 라투르는 인간 행위자와 비인간 행위자가 모두 동등한 행위능력(agency)을 갖고 있다는 데 주목하면서 이 둘을 대칭적으로 다룰 것을 주장한다. 이러한 주장은 『젊은 과학의 전선』에 앞서 (프랑스어판 1984년, 영어 번역은 1988년) 출간된 『프랑스의 파스퇴르화』(The Pasteurization of France)에서 명시적으로 드러난다. 미생물이 질병의 원인이 될 수 있다는 루이 파스퇴르의 연구에 대한 사례 분석인 이 책에서, 라투르는 파스퇴르와 다른 과학자들 같은 인간 행위자들뿐만 아니라 미생물까지도 고유의 행위능력을 갖고 사회를 구성하는 일원으로 보아야 한다고 주장한다. "사회는 인간들만으로 이루어진 게 아닌데, 이는 어디에서나 미생물들이 간섭하고(intervene) 행위하기(act) 때문이다." 『젊은 과학의 전선』에서는 이 입장이 보다 일반화된다. 모든 논쟁은 이질적인 '인간 및 비인간' 행위자들이 서로의 이해관계를 교섭하고 협상하면서 하나의 연결망을 만들어나가는 과정인 것이다.

### "우리는 결코 근대인이었던 적이 없다"
라투르는 위와 같은 연구 결과들에 기반하여, 1991년에 『우리는 결코 근대인이었던 적이 없다』(Nous n'avons jamais été modernes)라는 저작을 발표하며 자신의 철학적 입장을 발전시킨다. 이 책에서 라투르는 자연과 사회의 이분법을 문제삼는다. 라투르의 주장에 따르면, 실제로 우리 사회는 언제나 연결망의 구축을 통해 자연과 문화의 하이브리드(hybrid)를 만들어왔음에도 불구하고 마치 인간과 비인간이 존재론적으로 아예 다른 범주에 속하는 것인 양 여겨왔다. 라투르는 이와 같은 이중의 이분법 구도를 근대주의 헌법(constitution)이라고 부른다. 첫째로, 이 헌법은 자연(비인간)과 문화(인간) 사이에 이분법을 수립한다. 그리고 둘째로, 이것은 하이브리드를 만드는 작업인 번역(translation)과 사회와 자연을 분리하는 작업인 정화(purification)라는 두 가지 실천의 양상들 사이에 이분법을 수립한다. 하지만 라투르는 "우리는 결코 근대인이었던 적이 없다"고 선언하는데, 이는 근대주의 헌법이 실제로는 온전하게 작동했던 적이 없음을, 요컨대 인간과 비인간이, 번역과 정화가 실질적으로 구별되어 작동한 적이 없었음을 말하는 것이다.
이러한 진단은 한편으로는 근대주의 헌법이 갖는 인식론적∙존재론적 한계를 지적하는 것이고, 다른 한편으로는 정치적 실천의 방향을 제안하는 것이기도 하다. 이 두 쟁점은 1999년에 출간된 두 편의 저서에서 각각 본격적으로 다루어진다. 먼저, 『판도라의 희망』(Pandora's Hope)에서는 번역의 연쇄(chain of translation)가 갖는 점진적인 성격을 양극단으로 몰아붙임으로써 근대주의 헌법의 이분법이 만들어짐을 논의한다. 하지만 "우리는 결코 사물과 기호 사이의 단절을 발견한 적도 없고, 무형의 연속적인 물질에 임의적이고 추상적인 기호를 부과하는 것에 직면한 적도 없다. 우리는 각각이 앞선 것을 위한 기호 역할을 하고 뒤따라오는 것을 위한 사물 역할을 하는 잘 짜인 요소의 중단되지 않은 연속을 보고 있을 뿐이다." 주체와 객체, 형식과 내용, 어휘와 지시체, 인간과 비인간 사이에는 어떠한 질적 간극도 존재하지 않는다. 한편, 『자연의 정치』(Politics of Nature)에서는 보다 실천적인 논의가 전개되는데, 이 책에서 라투르는 환경 위기로 대표되는 근대성의 위기 상황을 타개하기 위해 정치생태학(political ecology)의 필요성을 주장한다. 라투르가 말하는 정치생태학은 근대주의 헌법을 대체할 수 있는 새로운 정치철학의 모델로서, 자연과 사회의 이분법을 넘어서 구체적인 사태 안에서 인간과 비인간 그리고 그들 사이에 맺어진 연결망을 고려하는 방식이다.

## 저작들

### 저서
공저서 2권을 포함하여, 지금까지 라투르가 저술하여 출판한 책은 17권이 있다. 이 중 4권은 영어로, 나머지 13권은 프랑스어로 쓰여졌다. 여기에서는 라투르의 홈페이지를 참조하여 라투르의 전체 저서 목록을 정리하되, 쉽게 볼 수 있도록 제목과 출판 연도만을 표기하였다. 단, 한국어 번역본이 출간된 것은 번역본의 서지사항을 상세히 밝혀두었다.
- Laboratory Life: the Social Construction of Scientific Facts (1979/1986). 스티브 울가(Steve Woolgar)와의 공저.
  - 브루노 라투르·스티브 울거 지음, 이상원 옮김, 『실험실 생활: 과학적 사실의 구성』, 한울아카데미 (2019). ISBN 978-89-460-7116-2.
- Les Microbes: Guerre et paix, suivi de Irréductions (1984).
  - 브루노 라투르 지음, 이상원 옮김, 『프랑스의 파스퇴르화』, 한울아카데미 (2024). ISBN  9788946075610
- Science in Action: How to Follow Scientists and Engineers through Society (1987).
  - 브뤼노 라투르 지음, 황희숙 옮김, 『젊은 과학의 전선: 테크노사이언스와 행위자-연결망의 구축』, 아카넷 (2016). ISBN 978-89-5733-498-0.
- Nous n’avons jamais été modernes. Essai d’anthropologie symétrique (1991).
  - 브뤼노 라투르 지음, 홍철기 옮김, 『우리는 결코 근대인이었던 적이 없다』, 갈무리 (2009). ISBN 978-89-6195-016-9.
- Aramis ou l'amour des techniques (1992).
- La clef de Berlin et autres leçons d’un amateur de sciences (1993).
- Paris ville invisible (1998). 에밀리 에르망(Emilie Hermant)과의 공저.
- Pandora’s Hope: Essays on the Reality of Science Studies (1999).
  - 브뤼노 라투르 지음, 장하원∙홍성욱 옮김, 『판도라의 희망: 과학기술학의 참모습에 관한 에세이』, 휴머니스트 (2018). ISBN 979-11-6080-102-6.
- Politiques de la nature. Comment faire entrer les sciences en démocratie (1999).
- Jubiler ou les difficultés de l’énonciation religieuse (2002).
- La fabrique du droit. Une ethnographie du Conseil d’Etat (2002).
- Reassembling the Social: An Introduction to Actor-Network Theory (2005).
- Sur le culte moderne des dieux faitiches (2009).
- Cogitamus. Six lettres sur les humanités scientifiques (2010).
  - 브뤼노 라투르 지음, 이세진 옮김, 『브뤼노 라투르의 과학인문학 편지: 인간과 자연, 과학과 정치에 관한 가장 도발적인 생각』, 사월의책 (2012). ISBN 978-89-97186-28-0.
- Enquête sur les modes d’existence. Une anthropologie des Modernes (2012).
- Face à Gaïa. Huit conférences sur le nouveau régime climatique (2015).
- Où atterrir. Comment s'orienter en politique (2017).
  - 브뤼노 라투르 지음, 박범순 옮김, 『지구와 충돌하지 않고 착륙하는 방법: 신기후체제의 정치』, 이음 (2021). ISBN 9791190944144.

### 논문
라투르의 홈페이지에 따르면 지금까지 그가 저술하거나 관여한 논문은 100편 이상이다. 여기에서는 번역되어 한국어로 접할 수 있는 논문들만을 소개한다.
- 브루노 라투르 씀, 김환석 옮김, 「탈냉전시대의 새로운 좌파정치」, 참여연대 과학기술민주화를위한모임 지음, 『진보의 패러독스』, 당대 (1999), 부록1. [Bruno Latour, “Ein Ding ist ein Thing - a (Philosophical) Platform for a Left (European) Party”, A paper presented in Köln to the meeting on the “Innovation in Science, Technology and Politics”, organized by the Friedrich Ebert Stiftung, May 1998, Published in Concepts and Transformation Vol. 3[1/2] (1998), 97-112.]
- 브뤼노 라투르 씀, 김명진 옮김, 「나에게 실험실을 달라, 그러면 내가 세상을 들어올리리라」, 『과학사상』 44 (2003), 43-82. [Bruno Latour, “Give Me a Laboratory and I Will Raise the World”, Science Observed (eds. Karin Knorr-Cetina & Michael Mulkay), London: SAGE (1983), 141-170.]
- 브루노 라투르 씀, 전다혜∙홍성욱 옮김, 「행위자네트워크 이론에 관하여: 약간의 해명, 그리고 문제를 더 복잡하게 만들기」, 홍성욱 엮음, 『인간·사물·동맹: 행위자네트워크 이론과 테크노사이언스』, 이음 (2010), 95-124쪽. [Bruno Latour, “On actor-network theory: A few clarifications plus more than a few complications”, Soziale Welt 47 (1996), 369-381.]
- 브루노 라투르 씀, 이상희∙홍성욱 옮김, 「현실정치에서 물정치로: 혹은 어떻게 사물을 공공적인 것으로 만드는가?」, 홍성욱 엮음, 『인간·사물·동맹: 행위자네트워크 이론과 테크노사이언스』, 이음 (2010), p.259-304쪽. [Bruno Latour, “From Realpolitik to Dingpolitik: An Introduction to Making Things Public”, Making things public: Atmospheres of democracy (eds. Bruno Latour & Peter Weibel), MIT Press (2005), 14-44.]
- 티모시 M. 렌턴∙브뤼노 라투르 씀, 우지수 옮김, 「가이아 2.0: 인간은 지구의 자기-규제에 자기-인식을 더할 수 있을까?」, 『에피』 9 (2019), 202-212쪽. [Timothy M. Lenton & Bruno Latour, “Gaia 2.0”, Science 361 (2018), 1066-1068.]

### 한국어로 소개된 라투르에 관한 저작들
- 브뤼노 라투르 지음, 홍철기 옮김, 『우리는 결코 근대인이었던 적이 없다 』, 갈무리(2009).
  - 원저: Bruno Latour, Nous n'avons jamais ete modernes: Essai d'anthropologie symetrique, (2011).
- 브뤼노 라투르 지음, 홍성욱 엮음, 『인간·사물·동맹: 행위자네트워크 이론과 테크노사이언스』, 이음 (2010). ISBN 978-89-93166-22-4.
- 브뤼노 라투르 지음, 이세진 옮김, 『브뤼노 라투르의 과학인문학 편지: 인간과 자연, 과학과 정치에 관한 가장 도발적인 생각 』, 사월의 책 (2012).
  - 원저: Bruno Latour, Cogitamus, (2011)
- 아네르스 블록∙토르벤 엘고르 옌센 지음, 황장진 옮김, 『처음 읽는 브뤼노 라투르: 하이브리드 세계의 하이브리드 사상』, 사월의책 (2017). ISBN 9788997186693.
  - 원저: Anders Blok & Torben Elgaard Jensen, Bruno Latour: Hybrid thoughts in a hybrid world, London: Routledge (2011).
- 브루노 라투르, 스티브 울거 지음, 이상원 옮김, 『실험실 생활: 과학적 사실의 구성』, 한울 (2019).
  - 원저: Bruno Latour, Laboratory life, (1986, 2판)
- 그레이엄 하먼 지음, 김효진 옮김, 『네트워크의 군주: 브뤼노 라투르와 객체지향 철학』, 갈무리 (2019). ISBN 9788961952118.
  - 원저: Graham Harman, Prince of Networks: Bruno Latour and Metaphysics, Melbourne: re.press (2009).
- 브뤼노 라투르 지음, 박범순 옮김, 『지구와 충돌하지 않고 착륙하는 방법』, 이음 (2021).
  - 원저: Bruno Latour, Où atterrir?, (2017)
- 그레이엄 하먼 지음, 김효진 옮김, 『브뤼노 라투르: 정치적인 것을 다시 회집하기』, 갈무리 (2021).
  - 원저: Graham Harman, Bruno Latour: Reassembling the Political, (2014)
- 브뤼노 라투르 지음, 김예령 옮김, 『나는 어디에 있는가?: 코로나 사태와 격리가 지구생활자들에게 주는 교훈』, (2021).
  - 원저: Bruno Latour, Ou suis-je?, (2021)
- 브루노 라투르 지음, 이상원 옮김, 『프랑스의 파스퇴르화』, 한울아카데미 (2024). ISBN  9788946075610
  - 원저: Bruno Latour, Les Microbes: Guerre et paix, suivi de Irréductions (1984).

## 같이 보기
- 기술의 사회적 구성론